# Lydia Wolgina

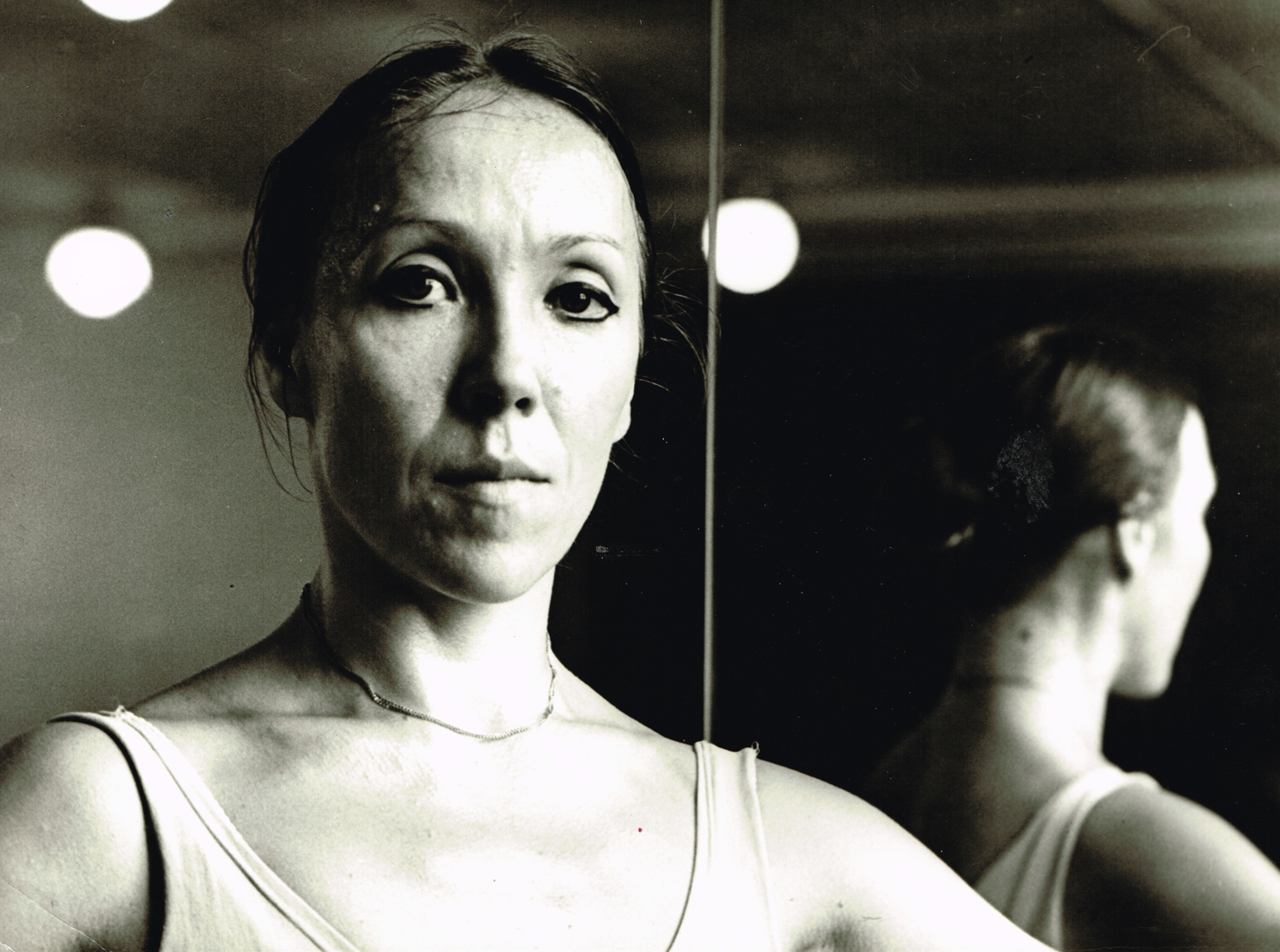
Lydia Wolgina

Lydia Wolgina (* 19. Januar 1937 in Taschkent) ist eine russisch-deutsche Ballerina.

## Leben
Lydia Wolgina, geborene Grudzina, studierte Ballett am Choreographischen Institut Taschkent von 1948 bis 1955 bei Sinaida Afanasjewa nach der Waganowa-Methode. Mit 16 Jahren gab sie ihr Debüt am Opern- und Balletttheater Taschkent als Prinzessin Florine in dem Ballett Dornröschen. 
1955 bis 1962 war sie 1. Ballerina an den Staatlichen Opern- und Balletttheatern Taschkent, Saratow, Tscheljabinsk und Kujbischew.
Durch Heirat mit Jürgen Schneider 1962 kam sie nach Berlin. Lydia Wolgina war die erste russische Ballerina in der Geschichte der Staatsoper Unter den Linden. Von 1962 bis 1975 war sie dort im festen Engagement als 1. Solotänzerin tätig. An der Komischen Oper spielte sie die Bellastriga in Tom Schillings Choreographie von Werner Egks Ballett „Abraxas“. Sie übernahm die Hauptpartie Dornröschen in dem gleichnamigen Film des Fernsehens der DDR. Wolgina hatte viele Fernsehauftritte, u. a. Adagio weißes Bild Schwanensee mit Michail Gawrikow und Der sterbende Schwan. Sie gab Gastspiele in Japan, im Landestheater Dessau, in der Staatsoper Dresden; sie erbrachte dort auch choreographische Arbeit. Sie leistete pädagogische Arbeit an der Staatlichen Ballettschule Berlin und an der Paluccaschule Dresden und bereitete junge Tänzer für Ballettwettbewerbe vor.
1970 heiratete sie den Schriftsteller und Maler Ulrich Pietzsch. Zusammen mit ihm leistete sie Fachberatung von 53 Ballettfilmen, Serientitel Solo und Pas de deux  für das Fernsehen der DDR, dafür erhielt sie die Auszeichnung Silberner Lorbeer. Sie übersetzten russische Ballettliteratur, u. a. Michail Fokins Memoiren Gegen den Strom. Sie gaben den Sammelband Die Welt des Tanzes in Selbstzeugnissen heraus (beides Henschelverlag). Wolgina schrieb Artikel für die Zeitschrift Theater der Zeit, verließ 1982 mit ihrem Ehemann die DDR und übernahm 1982 bis 1984 die Ausbildungsklasse von Tatjana Gsovsky an der Tanzakademie Berlin. 1984 gründete sie die eigene Russische Ballettschule Berlin. Seit 1989 lebt sie mit ihrem Mann im Wendland.

## Rollen
- In Russland: Odette/Odile, Giselle, Marie, Nikia, Sarema, Tai Choa, Tschitra (Uraufführung nach Rabindranat Tagore, Choreographie: Natalia  Danilowa).
- In Berlin: gesamtes erstes Repertoire: Odette/Odile („Schwanensee“), Giselle („Giselle“), Dornröschen („Dornröschen“), Ballerina („Petruschka“), Sarema („Fontäne von Bachtschisserai“), Mazurka („Les Sylphides“), Künstliche Nachtigall („Gesang der Nachtigall“).

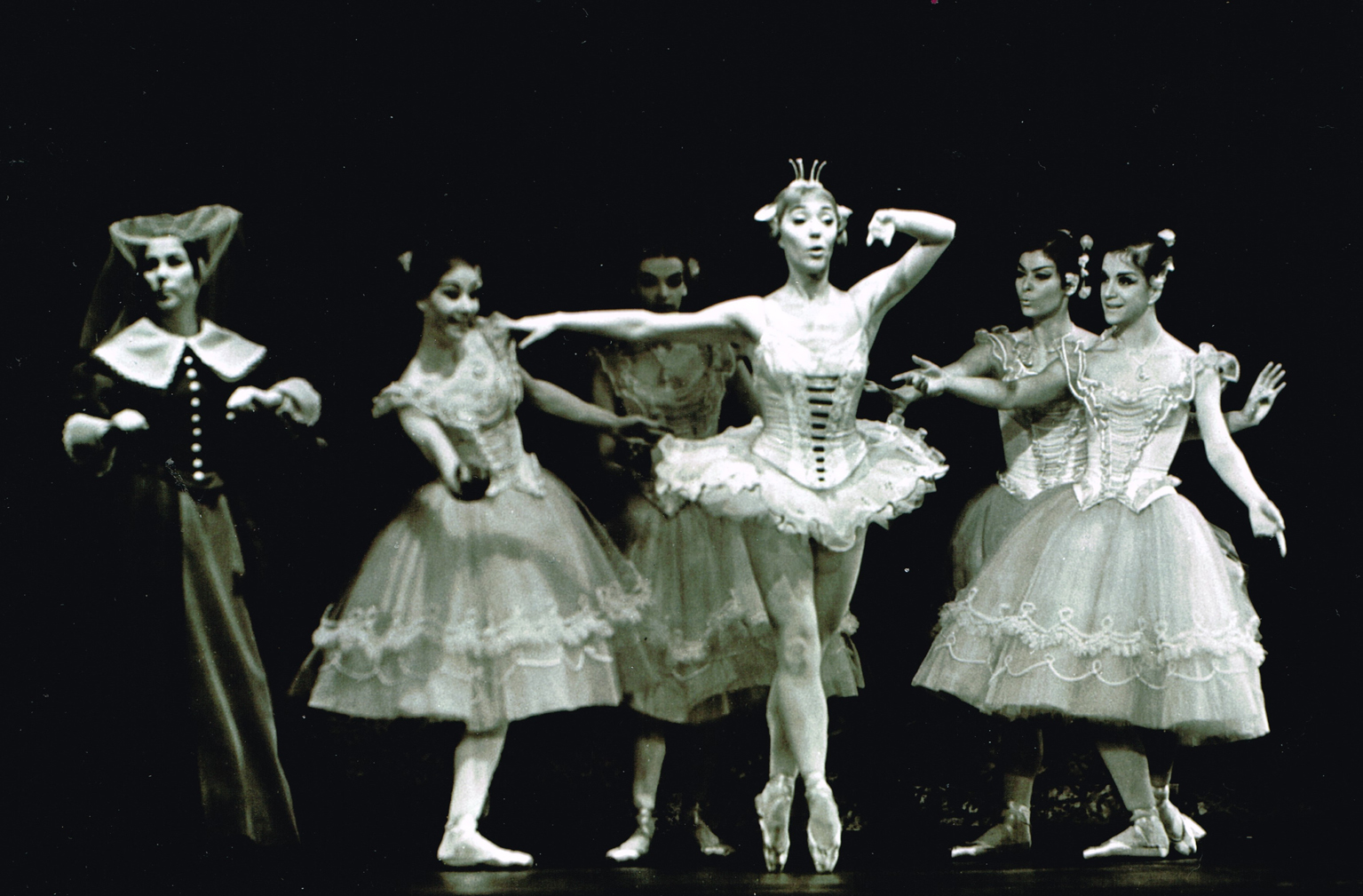
Lydia Wolgina als Dornröschen an der Staatsoper Berlin
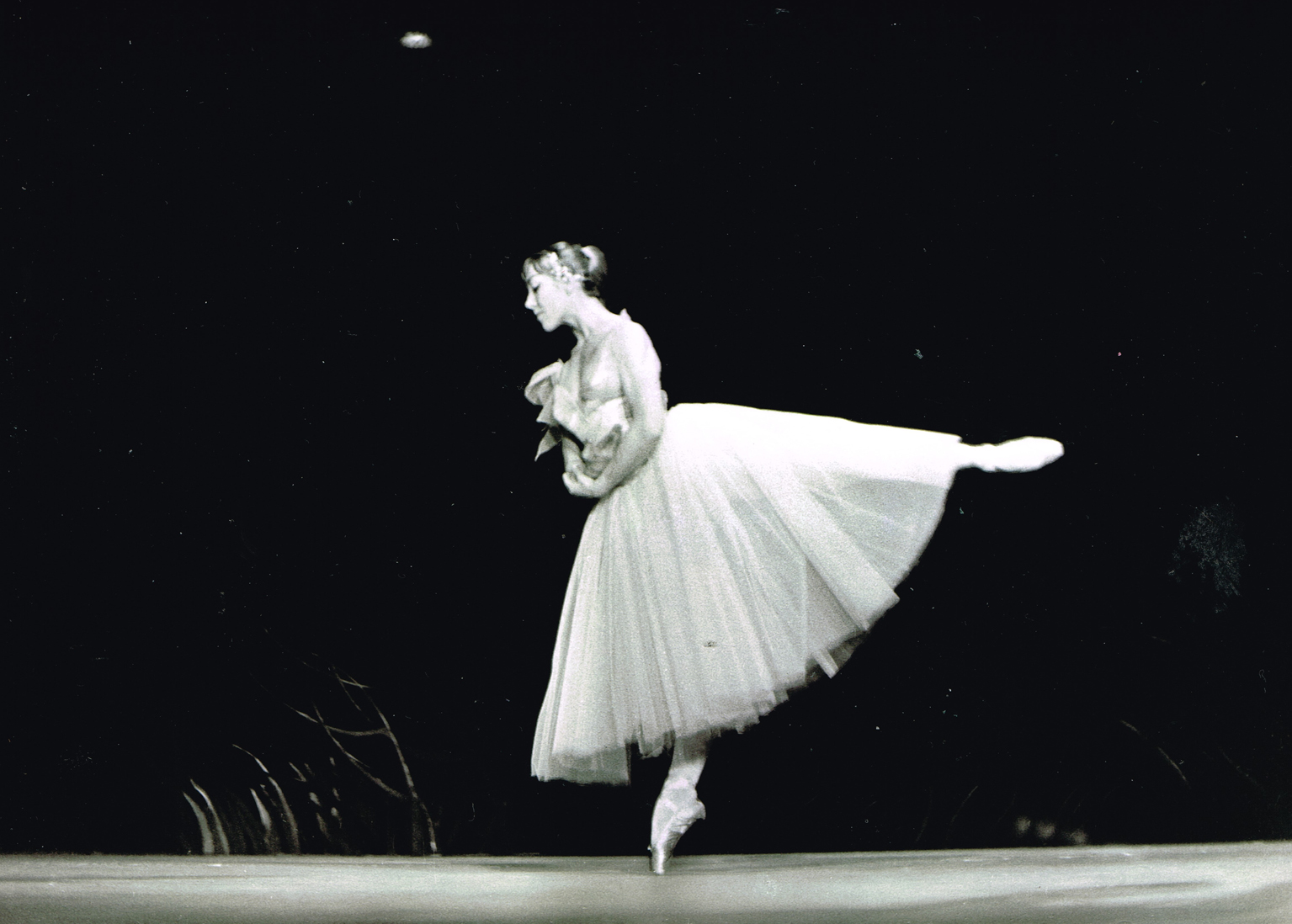
Lydia Wolgina als Giselle an der Staatsoper Berlin
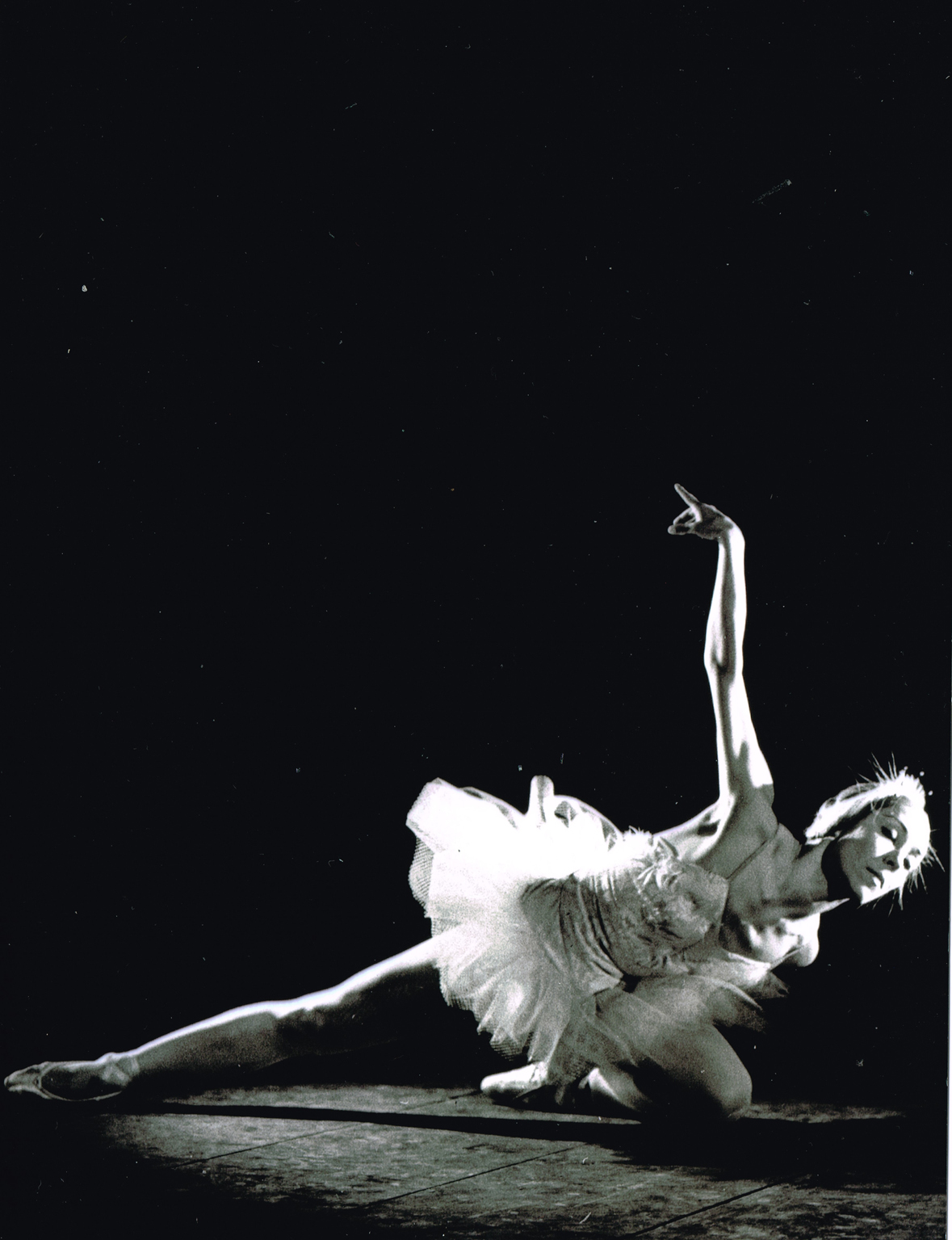
Lydia Wolgina als Odette in Schwanensee an der Staatsoper Berlin
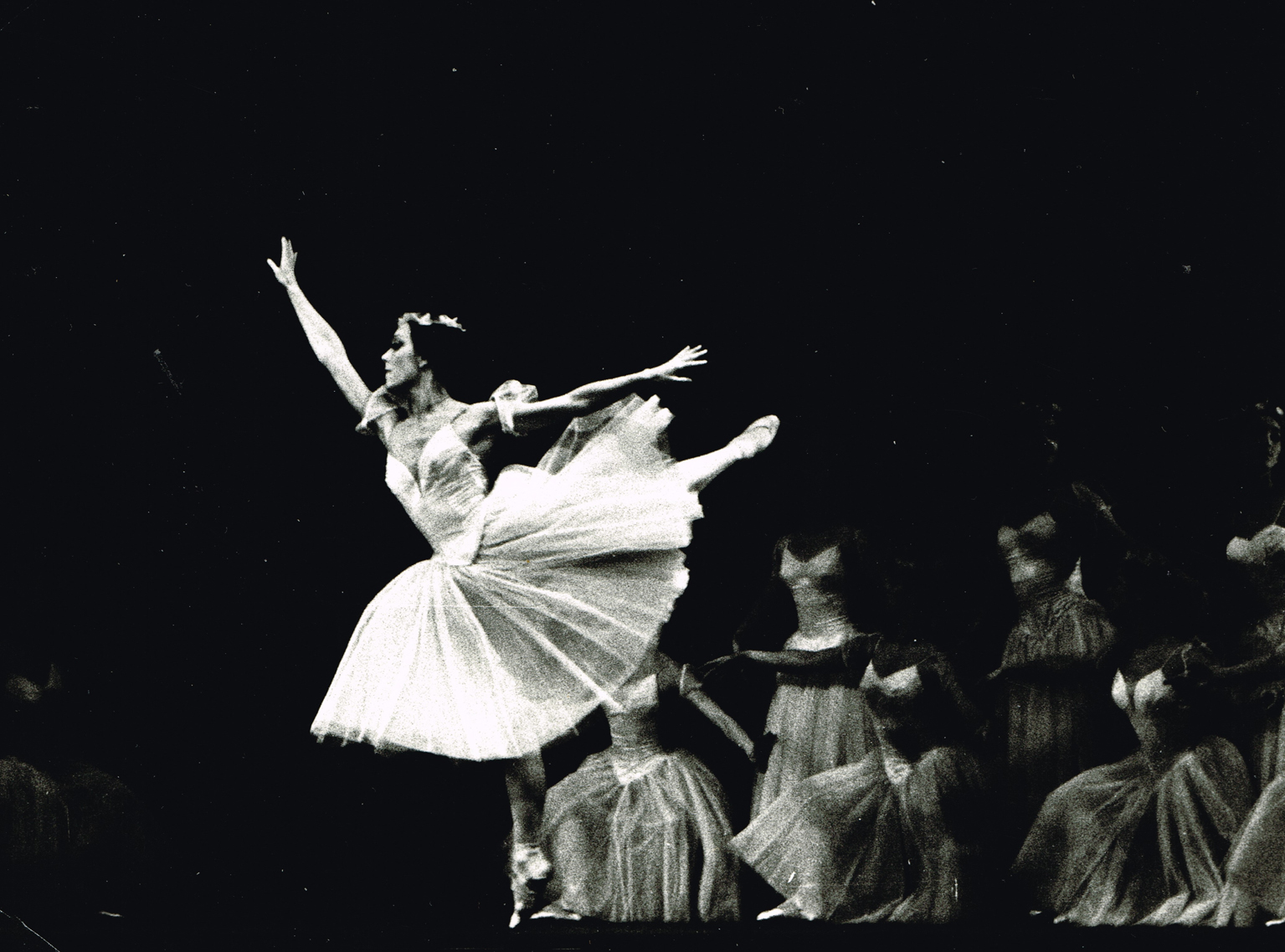
Lydia Wolgina Mazurka in Chopiniana an der Staatsoper Berlin
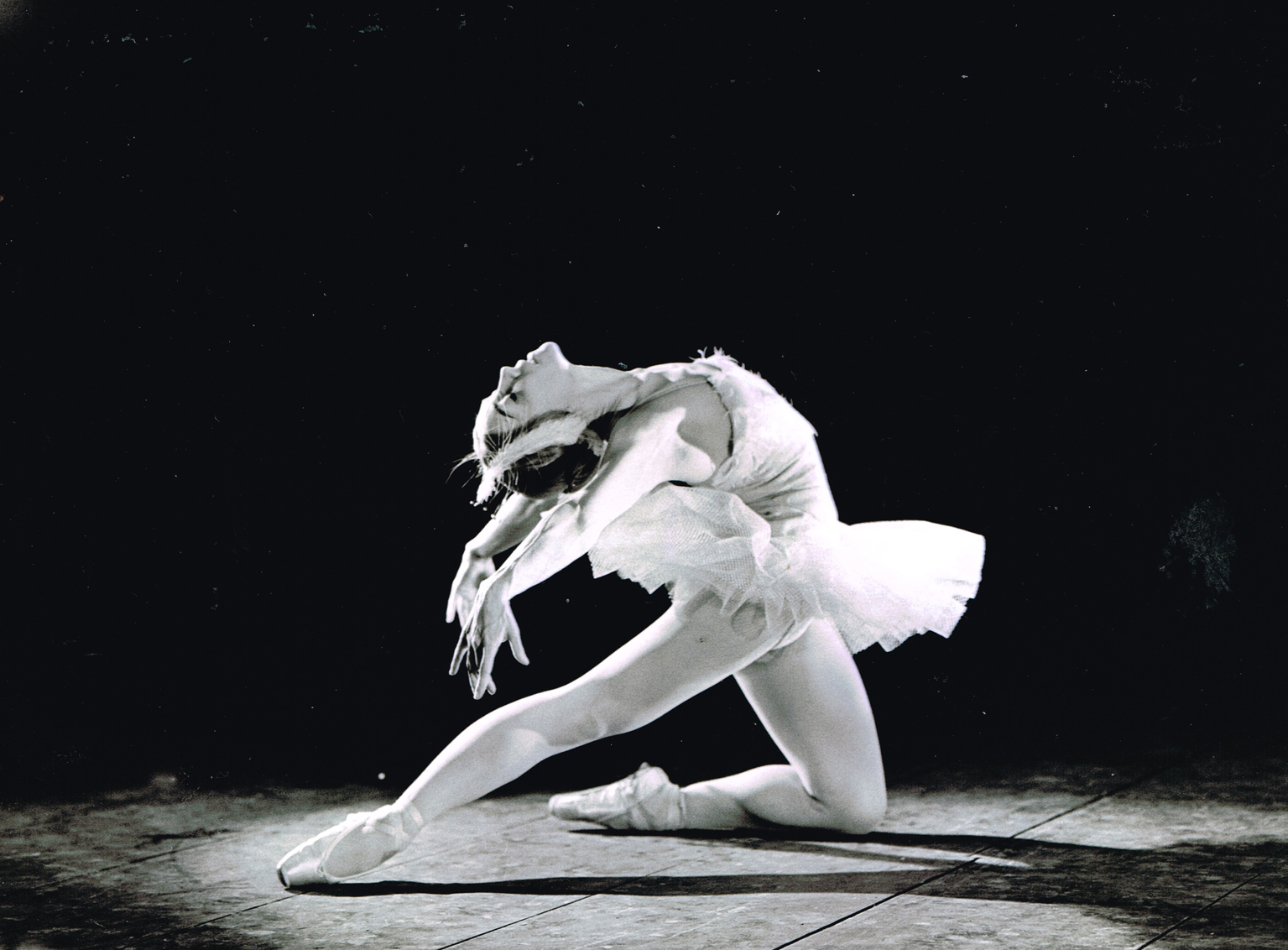
Lydia Wolgina als Odette in Schwanensee an der Staatsoper Berlin
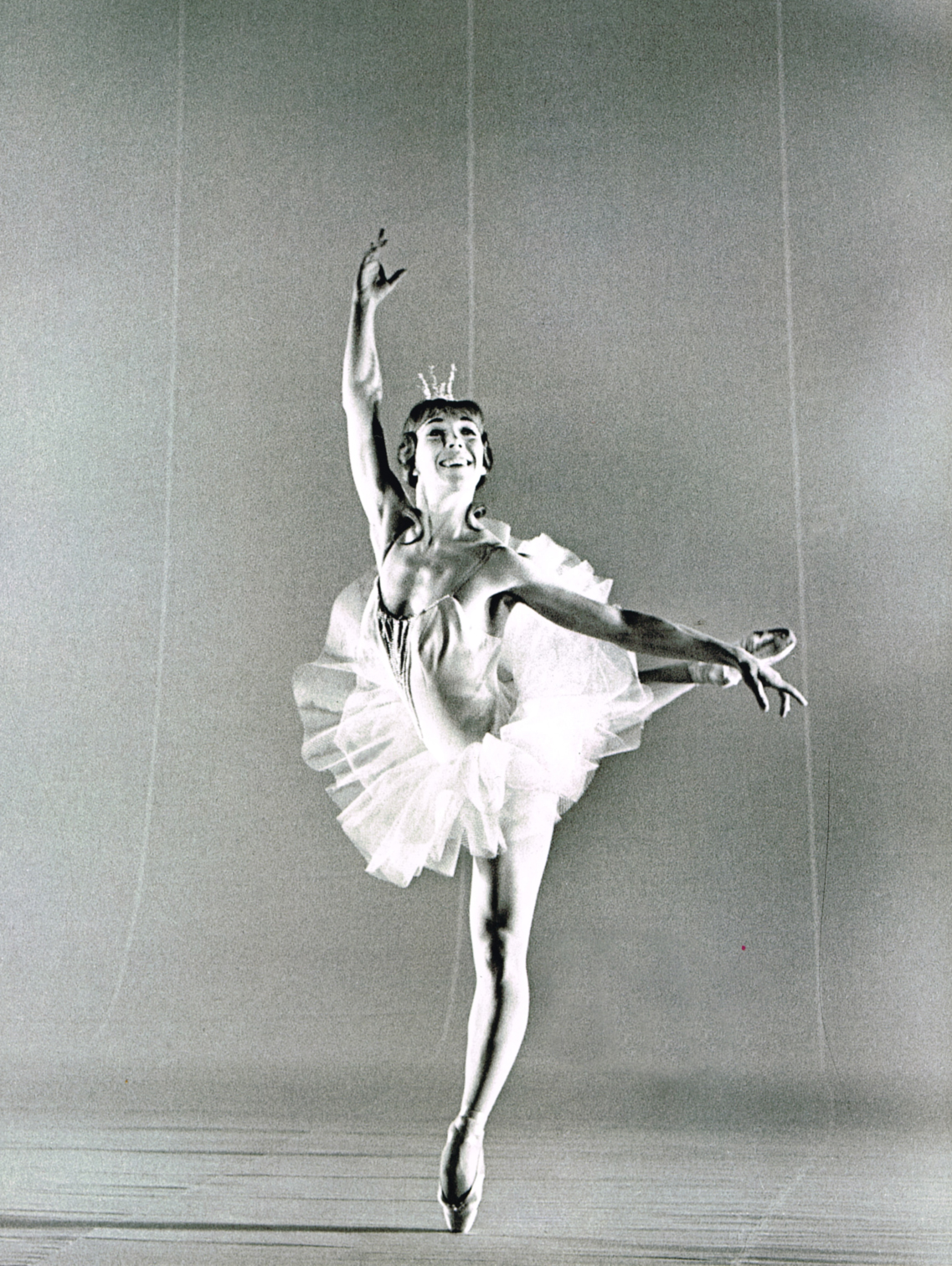
Lydia Wolgina als Dornröschen an der Staatsoper Berlin
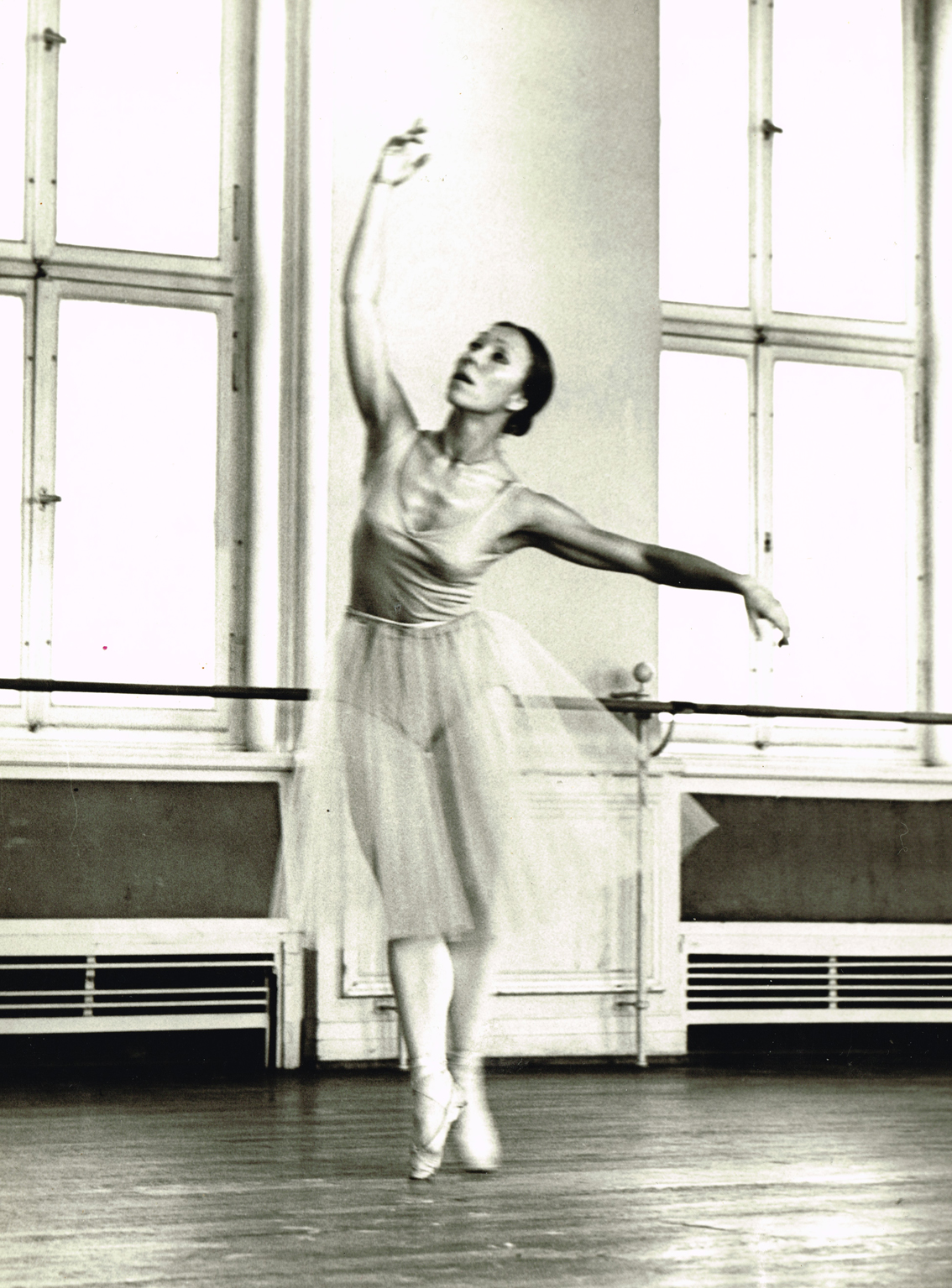
Probenfoto Lydia Wolgina
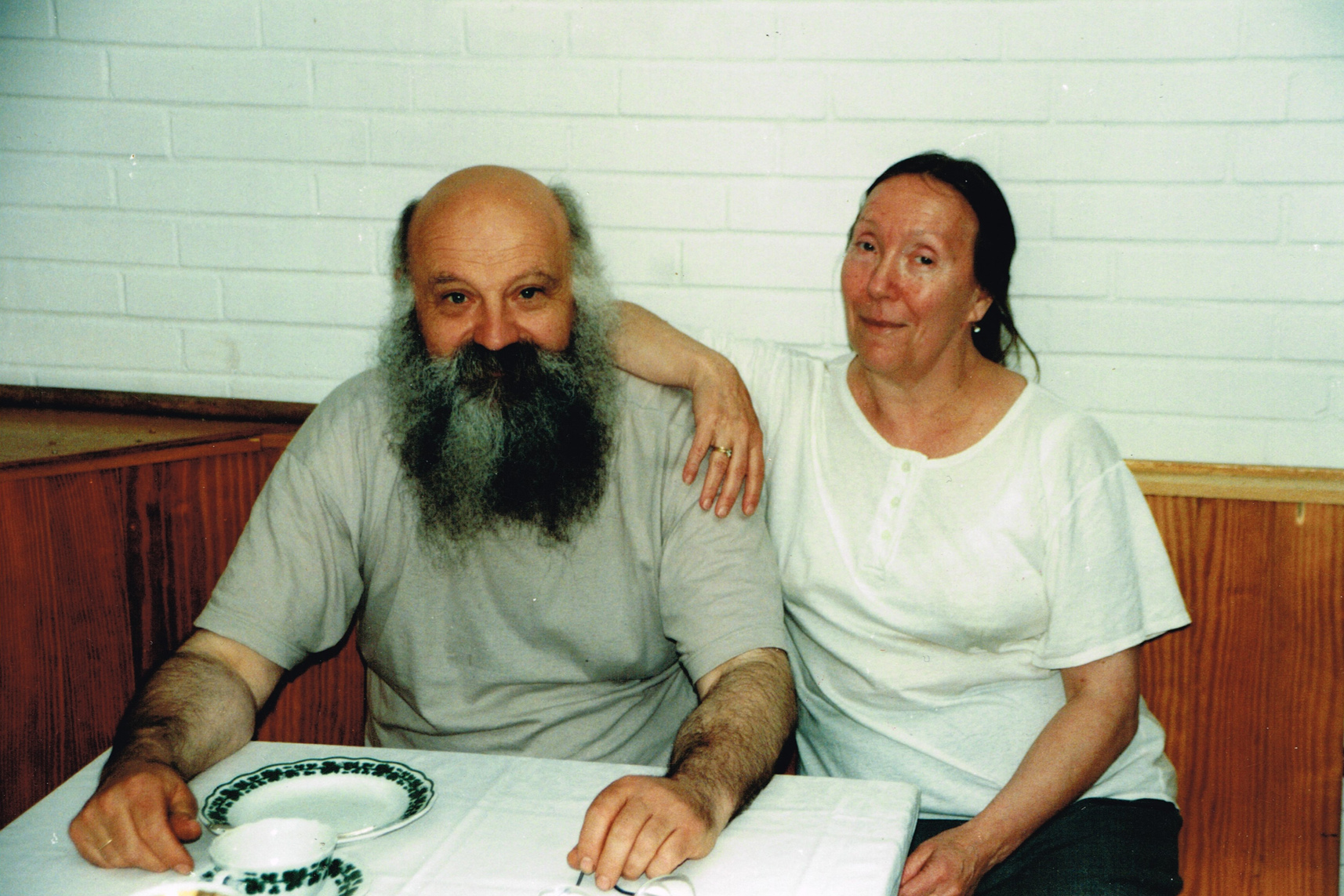
Lydia Wolgina mit ihrem Mann Ulrich Pietzsch

| Personendaten    | Personendaten               |
| ---------------- | --------------------------- |
| NAME             | Wolgina, Lydia              |
| KURZBESCHREIBUNG | russisch-deutsche Ballerina |
| GEBURTSDATUM     | 19. Januar 1937             |
| GEBURTSORT       | Taschkent                   |